# GFF Elite League 2023
La GFF Elite League 2023 è la quinta edizione della massima serie del campionato Guyanese di calcio. Il campionato è iniziato il 15 maggio 2023 e si concluderà a novembre 2023. 
La precedente stagione non è stata disputata a causa di problemi organizzativi della federazione, il campione in carica è il Fruta Conquerors, vincitore della stagione 2019, l'ultima ufficialmente terminata.

## Stagione

### Aggiornamenti
Dal momento che le stagioni 2020 e 2021 non sono state disputate a causa della pandemia di Covid-19 e che la stagione 2022 non si è tenuta, l'ultima stagione completata è stata la 2019. Le ultime due classificate di questa stagione, Victoria Kings e Ann's Grove, non sono state retrocesse, potendo disputare il campionato anche per la stagione 2023.

### Formula
Il campionato si svolge con la formula del girone unico e vede 10 squadre partecipanti. La vincente del campionato si qualifica per le competizioni continentali CONCACAF, mentre le ultime due classificate sono retrocesse nei campionati regionali.

## Squadre partecipanti
| Club                 | Città      | Stagione precedente          |
| -------------------- | ---------- | ---------------------------- |
| Ann's Grove          | Georgetown | 10° in GFF Elite League 2019 |
| Buxton United        | Ennmore    | 5° in GFF Elite League 2019  |
| Den Amstel           | Uitvlugt   | 3° in GFF Elite League 2019  |
| Fruta Conquerors     | Georgetown | Campione della Guyana        |
| Guyana Defence Force | Georgetown | 4° in GFF Elite League 2019  |
| Milerock             | Linden     | 8° in GFF Elite League 2019  |
| Police               | Georgetown | 7° in GFF Elite League 2019  |
| Santos               | Georgetown | 6° in GFF Elite League 2019  |
| Victoria Kings       | Ennmore    | 9° in GFF Elite League 2019  |
| Western Tigers       | Georgetown | 2° in GFF Elite League 2019  |

## Classifica
|                   | Pos. | Squadra              | Pt | G | V | N | P | GF | GS | DR  |
| ----------------- | ---- | -------------------- | -- | - | - | - | - | -- | -- | --- |
| Guyana (bandiera) | 1.   | Guyana Defence Force | 25 | 9 | 8 | 1 | 0 | 34 | 1  | +33 |
|                   | 2.   | Western Tigers       | 22 | 9 | 7 | 1 | 1 | 31 | 8  | +23 |
|                   | 3.   | Guyana Police Force  | 21 | 9 | 7 | 0 | 2 | 40 | 6  | +34 |
|                   | 4.   | Santos               | 21 | 9 | 7 | 0 | 2 | 34 | 5  | +29 |
|                   | 5.   | Den Amstel           | 12 | 9 | 4 | 0 | 5 | 11 | 28 | -17 |
|                   | 6.   | Buxton United        | 8  | 9 | 2 | 2 | 5 | 6  | 17 | -11 |
|                   | 7.   | Ann's Grove          | 7  | 9 | 2 | 1 | 6 | 10 | 34 | -24 |
|                   | 8.   | Fruta Conquerors     | 6  | 9 | 3 | 0 | 6 | 10 | 20 | -10 |
|                   | 9.   | Victoria Kings       | 4  | 9 | 1 | 1 | 7 | 5  | 29 | -24 |
|                   | 10.  | Milerock             | 2  | 9 | 0 | 2 | 7 | 4  | 37 | -33 |

Legenda:
      Campione della Guyana e ammessa alle competizioni CONCACAF.
 Retrocessione diretta.